# Selaginella caluffii
Selaginella caluffii är en mosslummerväxtart som beskrevs av Shelton. Selaginella caluffii ingår i släktet mosslumrar, och familjen mosslummerväxter. Inga underarter finns listade i Catalogue of Life.